# Unix Systems Laboratories
Unix System Laboratories (USL, UNIX System Laboratories) — американская компания, занимавшаяся разработкой программного обеспечения, существовавшая с 1989 года по 1993 год.
Сначала полностью, а впоследствии большая часть компании принадлежала AT&T. Отвечала за разработку и обслуживание одной из основных ветвей операционной системы Unix — исходный код программного обеспечения System V Release 4. Через партнёрство с Novell Univel также отвечало за разработку и производство пакетной операционной системы UnixWare для архитектуры Intel. Кроме того, компания разработала монитор транзакций Tuxedo (перешедший впоследствии к BEA и Oracle), и отвечала за ряд продуктов, связанных с языком программирования C++.
Располагалась в городе Саммит (штат Нью-Джерси). Первый генеральный директор — Ларри Дулинг, затем этот пост занял Роел Пипер. В 1993 году компания была продана корпорации Novell.